# 馬赫尼夫卡 (克列緬丘格區)
49°0′56″N 33°44′13″E / 49.01556°N 33.73694°E
馬赫尼夫卡（烏克蘭語：Махнівка），是烏克蘭的村落，位於該國中部波爾塔瓦州，由克列緬丘格區負責管轄，距離佩特拉什夫卡0.5公里，海拔高度65米，2001年人口81。